# Johann Ernst Altenburg
Johann Ernst Altenburg (Weißenfels, 1734 – Bitterfeld, 1801) è stato un compositore, organista e trombettista tedesco.
Abilissimo organista, è noto per un trattato nel quale spiega il modo nel quale suonare vari strumenti, incentrato sulla tromba barocca.

## Libri
- Johann Ernst Altenburg, Tentativo di introduzione alla arte eroico-musicale dei trombettisti e timpanisti per una migliore assimilazione della medesima descritta dal punto di vista storico, teorico e pratico e spiegata con esempi, traduzione di Tranquillo P. Forza, Varese, Zecchini Editore, 2007, ISBN 88-87203-62-8.